# داكوتا فانينغ
هانا داكوتا فانينغ (مواليد 23 فبراير 1994م)، ممثلة أمريكية. بدأت انطلاقتها الحقيقية في فيلم "أنا سام" عام 2001. ظهرت فانينغ في العديد من الأفلام مثل "رجل على النار" عام 2004، و"حرب العوالم"، و"شبكة شارلوت". انتقلت فانينغ إلى أدوار المراهقة في أفلام مثل "الصيد" (Hounddog)، و"الحياة السرية للنحل" (The Secret Life of Bees). فازت بالعديد من الجوائز، كما أنها أصغر شخص يترشح لجائزة نقابة ممثلي الشاشة.

## حياتها
ولدت داكوتا فانينغ في مدينة كونايرز بولاية جورجيا في 23 فبراير 1994، وهي ابنة جوي أرينتون لاعبة التنس المحترفة وستيف فانينغ الذي لعب لصالح فريق سانت لويس كاردينالز في دوري كرة القاعدة للناشئين، ويعمل اليوم في مبيعات الإلكترونيات في لوس أنجلوس. كان جدها من ناحية الأم، ريك أرينتون، لاعب كرة قدم أمريكية سابقاً، كما أن خالتها جيل أرينتون هي مراسلة سابقة لوكالة إي إس بي إن وأختها الكبرى إيل فانينغ هي ممثلة أيضاً.
أراد والدها أن يسميها داكوتا، بينما رغبت والدتها في تسميتها هانا، ومن هنا جاء اسمها الحالي: هانا داكوتا فانينغ. فانينغ من أصول نصف ألمانية، واسمها الأخير يعتبر من أصل أيرلندي. فانينغ وأسرتها من أتباع الطائفة المعمدانية الجنوبية (المسيحيين البروتستانت).

## مهنة التمثيل

### السنوات الأولى
بدأت فانينغ رحلة التمثيل في سن الخامسة من عمرها من خلال ظهورها في إعلان مسحوق غسيل تايد. كان أول دور حقيقي لها هو كضيفة شرف في المسلسل الدرامي "إي آر" الأكثر شعبية على شبكة هيئة الإذاعة الوطنية، وما زال يُعدّ من أدوارها المفضلة حتى اليوم. تقول فانينغ: «لقد لعبت دور ضحية في حادثة سيارة مصابة بـالوكيميا، وقد وضعت دعامة للعنق وأنابيب في أنفي طوال اليومين الذين شاركت فيهما». بعدها حصلت فانينغ على أدوار مماثلة في العديد من البرامج التلفزيونية، كان منها CSI: Crime Scene Investigation، The Practice، وSpin City.
اختيرت فانينغ عام 2001 لدور البطولة أمام شون بن في فيلم أنا سام، والذي تحكي قصته عن رجل متخلف عقليًا يحارب من أجل الحصول على حضانة ابنته التي لعبت دورها فانينغ. كان أداؤها في هذا الفيلم هو السبب في جعلها أصغر شخص يرشح لجائزة نقابة ممثلي الشاشة حين كانت في السابعة من عمرها في ذلك الوقت. كما فازت أيضاً بجائزة اختيار النقاد للأفلام لأفضل ممثلة عن هذا الدور.

### 2002 - 2003
في عام 2002، اختار المخرج ستيفن سبيلبرغ فانينغ للقيام بالدور الرئيسي "دور الطفلة أليسون (أللى) كلارك كيز" في مسلسل الخيال العلمي Taken. وفي هذا الوقت، حازت فانينغ على استحسان العديد من النقاد في مقالاتهم، وكان منهم توم شالز من صحيفة واشنطن بوست الذي كتب: "إن فانينغ ظهرت بالفعل وكأنها من عالم آخر، إنها ممثلة ساحرة جاءت... لتحمل عبئًا ثقيلًا".
وفي نفس العام، شاركت فانينغ في ثلاثة أفلام: في فيلم Trapped حيث لعبت دور فتاة مخطوفة يتضح أنها تساوي أكثر مما ساوم عليه خاطفوها، وفيلم Sweet Home Alabama حيث لعبت دور ريز ويذرسبون الصغيرة، وفيلم Hansel and Gretel حيث لعبت دور كاتي.
تم تقديم فانينغ بشكل بارز أكثر في فيلمين صدرا عام 2003، هما: فيلم Uptown Girls حيث لعبت دور طفلة عنيدة لأم صغيرة في السن تعمل كمربية أطفال مع بريتاني ميرفي، وفيلم The Cat in the Hat حيث لعبت دور سالي.
كما قدمت فانينغ أداءًا صوتيًا لأربعة أفلام رسوم متحركة في هذه الفترة، مثل دور ساتسوكي في نسخة ديزني الإنجليزية من فيلم جاري توتورو، والفتاة الصغيرة في سلسلة فاميلي غاي، والمرأة المعجزة الصغيرة في حلقة من مسلسل فرقة العدالة على قناة كرتون نتورك.

### 2004 - 2005
في عام 2004 شاركت فانينغ في فيلم رجل على النار مع دنزل واشنطن حيث لعبت دور الفتاة بيتا التي تحظى باهتمام ورعاية حارسها الخاص الذي استأجر لحمايتها، وقد كتب عنها روجر إيبرت أنها رغم كونها في سن العاشرة فقط إلا أنها تستحق لقب ممثلة محترفة، فهي تخلق أداء يأسر القلوب. فيلم هايد آند سيك أمام روبرت دي نيرو كان أول أفلامها لعام 2005، الفيلم لاقى نجاحاً وانتقادً في نفس الوقت، وقد قال عنه الناقد تشاك ويلسون أنه مقابلة رائعة بين عملاقين، كما أن الصغيرة فانينغ لو تحدّت الأسطورة دنيرو في لعبة النظرات لخسر دنيرو دون شك. قامت فانينغ بالأداء الصوتي لـ ليلو في فيلم Lilo & Stitch 2: Stitch Has a Glitch «خلفا ل Daveigh Chase، كما لعبت دورا صغيرا في فيلم Nine Lives» الذي أصدر عام 2005«عبارة عن مشهد من تسعة دقائق متصلة أمام الممثلة غلين كلوز التي قالت عن فانينغ» أنها شخص كبير في جسد صغير، وهي حقاُ واحدة من أولئك الموهوبين الذين نادرا ما تصادفهم" ".
في هذه الفترة قامت فانينغ أيضاً بالتسجيل الصوتي لفيلم كورالاين.
أكملت فانينغ تصوير فيلم حالم (Dreamer) المستوحى " من قصة حقيقية " أمام الممثل كورت راسل في أكتوبر 2004، صرح راسل البالغ من العمر 54 عاماً " والذي لعب دور والدها في الفيلم " أنه انبهر بأداء فانينغ في الفيلم وقال " أؤكد لكم أن فانينغ هي أفضل ممثلة سأعمل معها على الإطلاق طوال حياتي المهنية "، كما قال كريس كريستوفيرسن "والذي لعب دور جدها " إنها كما لو كانت نسخة مصغرة من الممثلة بيت ديفيس".
في أثناء الدعاية لفيلم Dreamer أصبحت فانينغ عضوة مسجلة في فتيات الكشافة بالولايات المتحدة خلال احتفال مميز تبعه عرض خاص للفيلم لأعضاء فتيات الكشافة بمجلس وادي سان فيرناندو، فانينغ لم تنضم لفرقة بل سجلت نفسها باسم جولييت (Juliette) وهو لقب فتيات الكشافة بالولايات المتحدة للأعضاء المستقلين، بعدها ذهبت مباشرة لموقع تصوير فيلم حرب العوالم الذي لعبت بطولته أمام توم كروز، والذي أصدر قبل فيلم Dreamer حيث صدر حرب العوالم في يونيو وصدر الأخير في أكتوبر 2005.
وأثنى ستيفن سبيلبرغ «مخرج فيلم حرب العوالم» على قدرة فانينغ الفريدة في سرعة فهم الأحداث وتقييمها واللذان يكونان في النهاية أسلوب فانينغ الفريد الذي يجعلك تراها تؤدي المشهد كما لو كان واقعياً وليس تمثيلا. بعد إنهاء تصوير حرب العوالم انتقلت فانينغ مباشرة بدون استراحة إلى فيلم آخر هو Charlotte's Web والذي أنهت تصويره في مايو 2005 بأستراليا وتم إصداره في ديسمبر 2006، لاقى الفيلم بصفة عامة ترحيباً من النقاد، المخرج جوردان كرنار قال «بعد انتهائها من فيلم حرب العوالم توقفنا أخيراً عن البحث عن ممثلة صغيرة لتقوم بالدور، لقد كانوا جميعا لا شيء مقارنة بها».

### 2006 – 2007
في صيف 2006 عملت فانينغ في فيلم الصيد (Hounddog) والذي وصف في التقارير الصحفية بأنه قصة سوداء عن الاغتصاب والاستغلال الجنسي وشعبية إلفيس بريسلي في الريف الجنوبي، لقد تم انتقاد والدي فانينغ لموافقتهما على تصوير فانينغ لمشهد تتعرض فيه شخصيتها للاغتصاب، ومع ذلك ردت فانينغ عبر وكالة رويترز «إن ذلك لم بالحقيقة فهذا فيلم وما يحدث فيه يسمى تمثيلاً»، المخرجة ديبورا كامينيه قالت في مناظرة أثناء نسخة العرض الأول في يناير عام 2007 «إن افتراض أن فانينغ قد تعرضت للاغتصاب بسبب أدائها الفريد للمشهد هو إنكار ظالم لموهبة هذه الفتاة».
في عام 2006 وفي سن 12 عاماً، تم دعوة فانينغ للانضمام لأكاديمية أكاديمية فنون وعلوم الصور المتحركة، وبذلك أصبحت أصغر عضو في تاريخ الأكاديمية. دخلها عام 2006 كان 4 ملايين دولار، محتلة بذلك المركز الرابع في قائمة أكثر النجوم ربحا تحت ال21 عاماً والتي أعدتها مجلة فوربس.
في مارس وأبريل من عام 2007 قامت فانينغ بتصوير فيلم شظايا المخلوقات المجنحة أمام كل من كيت بيكينسيل، غاي بيرس، جوش هوتشرسن وكل من نجمي الأوسكار فورست ويتكر وجينيفر هدسون، حيث لعبت دور الفتاة آن هيجن التي تشهد مقتل والدها وتتحول بعد الصدمة إلى التدين. وفي يوليو عام 2007 صورت فانينغ فيلماً قصيراً بعنوان Cutlass، وهو مبني على أحداث واقعية من إحدى القصص التي تنشرها مجلة جلامور في قسم مقالات القراء Reel Moments، الفيلم كان من إخراج كيت هدسون.
وفى الفترة من سبتمبر إلى ديسمبر 2007 قامت فانينغ بتصوير فيلم بوش والذي يتحدث عن مجموعة من الشباب الذين يمتلكون قدرات خاصة تسعى جهات مختلفة لاستغلالهم أو التخلص منهم، فانينغ لعبت دور كاسي هولمز وهي فتاة في ال 13 من عمرها تستطيع رؤية المستقبل.

### 2008 – 2009
عام 2008 بدأت فانينغ في تصوير فيلم الحياة السرية للنحل (The Secret Life of Bees)، وهو رواية كتبتها سو مونكَ كَيد (Sue Monk Kidd) وتدور أحداثها في كارولاينا الجنوبية عام 1964 حول الفتاة ليلي أوينز «فانينغ» التي تتخلص من حياة العزلة ومشاكلها مع والدها عن طريق الهرب مع صديقتها الوحيدة التي ترعاها وتهتم بها (قامت بدورها جنيفر هدسن) لمدينة كارولاينا الجنوبية حيث تلتقيان مع ثلاث أخوات غريبات يملكن مناحل للعسل (قمن بأدوارهن كوين لطيفة، Sophie Okonedo وأليشيا كيز)، فليمي فانينغ وكورالاين أُصدروا في نفس اليوم 6 فبراير عام 2009.
لعبت فانينغ دور جاين في فيلم قمر جديد وكررت الدور في الجزء التالي من الفيلم الخسوف وهي سلسة مبنية على رواية كتبتها ستيفاني ماير، تم إصدار قمر جديد في 20 نوفمبر 2009، أما فيلم الخسوف فصدر في 30 يونيو 2010.

### 2010 – الوقت الحاضر
في عام 2010 قامت فانينغ بدور البطولة في فيلم الهاربات مع كل من كريستين ستيوارت، ستيلا مافي وسكوت تيلر كومبتون والذي يتحدث عن تاريخ أول فرقة فتيات غنائية لموسيقى الروك ظهرت في عام 1975، وأدت بالفيلم شخصية المغنية الرئيسية شيري كوري تم صدور الفيلم في 9 أبريل 2010، الفيلم لاقى إعجاب بعض النقاد حيث حصل من 100 على 65 من معدل 35 مراجعة.
كان من المقرر لداكوتا أن تقوم بشخصية ميا كدور رئيسي في فيلم إذا بقيت المقتبس من الرواية، لكنها انسحبت في وقت لاحق من المشروع. وفي ديسمبر 2010، أٌعلن أن داكوتا لن تقوم بتصوير أي دور رئيسي حتى تنتهي من المدرسة الثانوية في عام 2011.
أدت داكوتا فانينغ دور الأميرة مارغريت في فيلم Girls' Night Out وأدت أيضا دور آني جيمس في فيلم "The Motel Life" " في فبراير.
وقد وقعت أيضا على عقد لفيلم "Mississippi Wild"، الذي بدأ إنتاجه في أتلانتا في 21 مارس، 2011 وتم إصداره عام 2012.

## أفلامها
| العام            | العنوان                           | العنوان                              | الدور                  | ملاحظات                                          |
| العام            | بالعربية                          | بالإنجليزية                          | الدور                  | ملاحظات                                          |
| 2001             |                                   | Father Xmas                          | كلير                   |                                                  |
| 2001             | تومكاتس                           | Tomcats                              | الفتاة الصغير بالمتنزه |                                                  |
| 2001             | أنا سام                           | I Am Sam                             | لوسى دياموند           | لعبت أختها الصغرى إيل فانينغ دور لوسي وهي صغيرة. |
| 2002             |                                   |                                      |                        |                                                  |
| المحاصرون        | Trapped                           | آباجيل " آبى"                        |                        |                                                  |
| سويت هوم ألاباما | Sweet Home Alabama                | ميلانى وهي طفلة                      |                        |                                                  |
| هانسيل وغريتيل   | Hansel and Gretel                 | كاتى                                 |                        |                                                  |
| 2003             | آب تاون جيرلز                     | Uptown Girls                         | لورين سكالينى " راى"   |                                                  |
| 2003             | القطة ذو القبعة                   | The Cat in the Hat                   | سالى والدن             |                                                  |
| 2003             |                                   | Kim Possible: A Sitch in Time        | بريسكول كيم            | صوت                                              |
| 2004             | رجل على النار                     | Man on Fire                          | لوبيتا مارتن " بيتا "  |                                                  |
| 2004             | جاري توتورو                       | My Neighbor Totoro                   | ساتسوكى                | الصوت في النسخة الإنجليزية                       |
| 2004             |                                   | In the Realms of the Unreal          | الراوية                | صوت                                              |
| 2005             | هايد آند سيك                      | Hide and Seek                        | إيميلى كولاواى         |                                                  |
| 2005             |                                   | Lilo & Stitch 2: Stitch Has a Glitch | ليلو                   | صوت                                              |
| 2005             |                                   | Nine Lives                           | ماريا                  |                                                  |
| 2005             | حرب العوالم                       | War of the Worlds                    | ريتشل فيرير            |                                                  |
| 2005             |                                   | Dreamer                              | كيل كرين               |                                                  |
| 2006             | شبكة شارلوت                       | Charlotte's Web                      | فيرن أرابيل            | لعبت إللى فانينغ دور الحفيدة في نهاية بديلة      |
| 2007             |                                   | Hounddog                             | لويلين                 |                                                  |
| 2007             |                                   | "Cutlass"                            | ليسى                   | فيلم قصير                                        |
| 2008             | الحياة السرية للنحل               | The Secret Life of Bees              | ليلى أوينز             |                                                  |
| 2009             | كورالاين                          | Coraline                             | كورالاين جونز          | صوت                                              |
| 2009             | بوش                               | Push                                 | كاسى هولمز             |                                                  |
| 2009             | مخلوقات مجنحة                     | Fragments - Winged Creatures         | آن هيجن                |                                                  |
| 2009             | ملحمة الشفق: قمر جديد             | New Moon                             | جاين                   |                                                  |
| 2010             |                                   | The Runaways                         | تشيرى كوريى            |                                                  |
| 2010             | ملحمة الشفق: خسوف                 | Eclipse                              | جاين                   |                                                  |
| 2012             | ملحمة الشفق: بزوغ الفجر - الجزء 2 | The Twilight Saga: Breaking Dawn 2   |                        |                                                  |
| 2012             | Now Is Good                       |                                      |                        |                                                  |
| 2012             |                                   | Celia                                |                        | فيلم قصير                                        |
| 2012             | The Motel Life                    |                                      |                        |                                                  |
| 2013             |                                   | Night Moves                          |                        |                                                  |
| 2013             | The Last of Robin Hood            |                                      |                        |                                                  |
| 2014             | بنات جيدات جدا                    | Very Good Girls                      |                        |                                                  |
| 2014             | Effie Gray                        |                                      |                        |                                                  |
| 2014             | كل شيء خفي                        | Every Secret Thing                   |                        |                                                  |
| 2014             | Yellowbird                        |                                      |                        |                                                  |
| 2015             |                                   | The Benefactor                       |                        |                                                  |
| 2016             | بريستون                           | Brimstone                            |                        |                                                  |
| 2016             | The Escape                        |                                      |                        |                                                  |
| 2016             | American Pastoral                 |                                      |                        |                                                  |
| 2017             |                                   | Viena and the Fantomes               |                        |                                                  |
| 2017             | Please Stand By                   |                                      |                        |                                                  |
| 2024             | المراقبون                         | The Watchers                         |                        |                                                  |

## ظهورها في التليفزيون
| العام | العمل                          | الدور                     | ملاحظات                      |
| ----- | ------------------------------ | ------------------------- | ---------------------------- |
| 2000  | ER                             | ديليا تشادزى              | "عام الشهرة"                 |
| 2000  | Ally McBeal                    | أللى (5 سنوات)            |                              |
| 2000  | Strong Medicine                | ابنة إيدى                 | " أفكار خاطئة "              |
| 2000  | CSI: Crime Scene Investigation | بريندا كولينز             | "قطرات الدم"                 |
| 2000  | The Practice                   | ألسا إنجل                 | "الصفقة"                     |
| 2000  | Spin City                      | كيندى                     | "قصة لعبة"                   |
| 2001  | Malcolm in the Middle          | إيميلى                    | "الجيران الجدد"              |
| 2001  | The Fighting Fitzgeralds       | مارى                      | "طيار"                       |
| 2001  | Family Guy                     | البنت الصغيرة             | "To Love and Die in Dixie"   |
| 2001  | The Ellen Show                 | إلين الصغيرة              | "تتأخر عن الحافلة"           |
| 2004  | Justice League Unlimited       | ووندر وومان الصغيرة (صوت) | "أشياء للأطفال"              |
| 2004  | Friends                        | ماكنزى                    | "الفتاة مع الأميرة كونسويلا" |

## الجوائز التي فازت بها
وقد رشحت للعديد من الجوائز الأخرى
| العام                                           | الجائزة                   | فئة الجائزة |
| ----------------------------------------------- | ------------------------- | --- |
| أكاديمية أفلام الخيال العلمى والفانتازيا والرعب |                           | |
| 2006                                            | Saturn Award              | أفضل أداء ممثلة صغيرة عن فيلم War of the Worlds |
| جمعية نقاد الأفلام المذاعة                      |                           | |
| 2006                                            | Critics Choice Award      | أفضل ممثلة صغيرة عن فيلم War of the Worlds |
| 2002                                            | Critics Choice Award      | أفضل ممثل / ممثلة صغيرة I Am Sam |
| مهرجان أفلام هوليوود                            |                           | |
| 2008                                            | Hollywood Film Award      | أفضل أداء جماعى لهذا العام عن فيلم The Secret Life of Bees مشاركة مع Paul Bettany Hilarie Burton Jennifer Hudson Alicia Keys Queen Latifah Sophie Okonedo |
| جائزة اختيار الأطفال، الولايات المتحدة          |                           | |
| 2007                                            | Blimp Award               | النجمة السينيمائية المفضلة عن فيلم Charlotte's Web |
| جائزة جمعية نقاد لاس فيجاس                      |                           | |
| 2005                                            | Sierra Award              | أفضل ممثلة صغيرة عن فيلم War of the Worlds |
| 2002                                            | Sierra Award              | أفضل ممثلة صغيرة عن فيلم I Am Sam |
| مهرجان أفلام لوكارنو الدولي                     |                           | |
| 2005                                            | Bronze Leopard            | أفضل ممثلة عن فيلم Nine Lives مشاركة مع Kathy Baker Amy Brenneman Elpidia Carrillo Glenn Close Lisa Gay Hamilton Holly Hunter Molly Parker Mary Kay Place Sydney Tamiia Poitier Amanda Seyfried Sissy Spacek Rebecca Tilney Robin Wright Penn لأدائهم الجماعى المتميز |
| جائزة أفلام MTV                                 |                           | |
| 2005                                            | MTV Movie Award           | أفضل أداء مرعب عن فيلم Hide and Seek |
| جائزة جمعية فينكس لنقاد الأفلام                 |                           | |
| 2008                                            | PFCS Award                | أفضل أداء ممثلة شابة عن فيلم The Secret Life of Bees |
| 2002                                            | PFCS Award                | أفضل أداء ممثلة طفلة عن فيلم I Am Sam |
| جائزة القمر الصناعي                             |                           | |
| 2002                                            | Special Achievement Award | الموهبة الجديدة الفزة عن فيلم I Am Sam |
| جائزة الممثلين الشباب                           |                           | |
| 2009                                            | Young Artist Award        | أفضل أداء لوجه جديد / بطلة شابة عن فيلم The Secret Life of Bees |
| 2006                                            | Young Artist Award        | أفضل أداء لوجه جديد / بطلة شابة (كوميدى أو دراما) عن فيلم Dreamer: Inspired by a True Story |
| 2002                                            | Young Artist Award        | أفضل أداء لوجه جديد تحت سن العشر سنوات عن فيلم I Am Sam |

## وصلات خارجية
- داكوتا فانينغ على موقع IMDb (الإنجليزية)
- داكوتا فانينغ على موقع ميتاكريتيك (الإنجليزية)
- داكوتا فانينغ على موقع روتن توميتوز (الإنجليزية)
- داكوتا فانينغ على موقع مونزينجر (الألمانية)
- داكوتا فانينغ على موقع قاعدة بيانات الأفلام العربية
- داكوتا فانينغ على موقع ألو سيني (الفرنسية)
- داكوتا فانينغ على موقع ميوزك برينز (الإنجليزية)
- داكوتا فانينغ على موقع تيرنر كلاسيك موفيز (الإنجليزية)
- داكوتا فانينغ على موقع أول موفي (الإنجليزية)
- داكوتا فانينغ على موقع بوكس أوفيس موجو (الإنجليزية)